# Баук слободе
Баук слободе је билтен који је издавала Студентска унија Филозофског факултета у Београду. Излазио је у форми фанзина у тиражу између пар десетина и пар стотина примерака.
Први број Баука слободе је изашао 1997. године, непосредно након великих студентских протеста 1996/1997, током којих је настала и сама Студентска унија Филозофског факултета. Након неколико првих бројева, уследила је вишегодишња пауза, да би се након смене генерација у студентској унији 2002. наставило издавање. Наредних неколико година Баук слободе је излазио мање или више редовно („по потреби“), све до 2005. када је изашао, за сада, последњи број. Свим бројевима су заједнички критички текстови и претежно левичарска оријентација часописа. Најчешће је писано о студентским проблемима, друштвеним неправдама, бесплатном образовању, омладинској култури, итд. Часопис, по правилу, није наплаћиван.